# Boomtown Rats
The Boomtown Rats är en rockgrupp från Dún Laoghaire, strax utanför Dublin på Irland. Den bildades av sångaren Bob Geldof 1975, men flyttade redan året därpå till London där gruppen blev en del av den begynnande new wave-scenen. De slog igenom 1978 med singeln "Like Clockwork" och albumet A Tonic for the Troops. Deras mest kända hit är "I Don't Like Mondays" som gavs ut 1979.

## Medlemmar
Nuvarande medlemmar
- Bob Geldof – sång, kompgitarr, munspel (1975–1986, 2013–)
- Pete Briquette – basgitarr, keyboard, bakgrundssång (1975–1986, 2013–)
- Simon Crowe – trummor, slagverk, bakgrundssång (1975–1986, 2013–)

Med
- Alan Dunn - piano, keyboard, bakgrundssång (2013–)
- Darren Beale - gitarr, keyboard, bakgrundssång (2013–)

Tidigare medlemmar
- Johnnie Fingers – keyboard, piano, bakgrundssång (1975–1986)
- Garry Roberts – sologitarr, bakgrundssång (1975–1986, 2013–2013–2022; hans död)
- Gerry Cott – kompgitarr (1975–1981)

## Diskografi, album
Studioalbum
- 1977 – The Boomtown Rats
- 1978 – A Tonic for the Troops
- 1979 – The Fine Art of Surfacing
- 1981 – Mondo Bongo
- 1982 – V Deep
- 1984 – In the Long Grass
- 2020 – Citizens of Boomtown